# Locomotiva FS R.305
La locomotiva FS R.305 era una locotender a vapore surriscaldato, a scartamento ridotto, che ha prestato servizio sulla ferrovia Palermo-Corleone-San Carlo della Rete FS a scartamento ridotto della Sicilia.

## Storia
Le locomotive del gruppo R.305 furono delle locomotive progettate e costruite in Germania intorno al 1910 dalla Henschel & Sohn di Cassel per conto della Società Anonima Ferrovie Siciliane (SAFS) e passarono alle FS dopo il rilevamento della Ferrovia Palermo-Corleone-San Carlo. 
Le locomotive diedero sempre buona prova di sé sia in termini di affidabilità che di prestazioni presso il deposito locomotive di Palermo Sant'Erasmo Le locomotive vennero accantonate alla metà degli anni trenta in seguito alla disponibilità di nuove R.440 ma una di esse venne venduta alla Ferrovia Alifana presso cui prestò servizio fino al 1954.

## Caratteristiche
Le R.305 erano locotender a tre assi accoppiati e carrello anteriore .

## Deposito Locomotive di assegnazione
- Deposito Locomotive di Palermo Sant'Erasmo